# 神鬼嚎野人
《神鬼嚎野人》（英語：Hunt for the Wilderpeople）是一部於2016年上映的紐西蘭冒險喜劇戲劇片，由塔伊加·維迪提執導。電影改編自巴里·克倫普的小說《Wild Pork and Watercress》。電影於2016年6月24日在美國上映。

## 劇情
故事敘述壞男孩瑞奇被送到荒郊野外的寄養家庭，與友善的貝拉阿姨和古怪的海克特叔叔一同生活，然而卻發生意外，令瑞奇和海克特叔叔展開荒野求生的逃亡之旅，為了生存而成為終極野蠻人。

## 演員
- 森·尼爾 飾 海克特叔叔
- 朱利安·丹尼森 飾 瑞奇
- 莉瑪·黛·維塔 飾 貝拉阿姨
- 瑞秋·豪斯（英语：Rachel House (actress)） 飾 寶拉，兒童福利工作人員
- 雷斯·達比（英语：Rhys Darby） 飾 精神病人山姆
- 奧斯卡·基特利（英语：Oscar Kightley） 飾 安迪，警察
- 提奧多·加泰羅尼亞-墨爾本 飾 卡胡
- 特洛伊·金 飾 TK
- 科恩·霍洛維 飾 休
- 斯坦·沃克（英语：Stan Walker） 飾 羅恩
- 麥克·米洛 飾 喬
- 哈姆斯·帕金森 飾 蓋文
- 塔伊加·維迪提 飾 牧師

## 評價
爛番茄新鮮度97%，基於172條評論，平均分為7.9/10，而在Metacritic上得到81分，IMDB上得7.9分。